# ビーグル号航海記

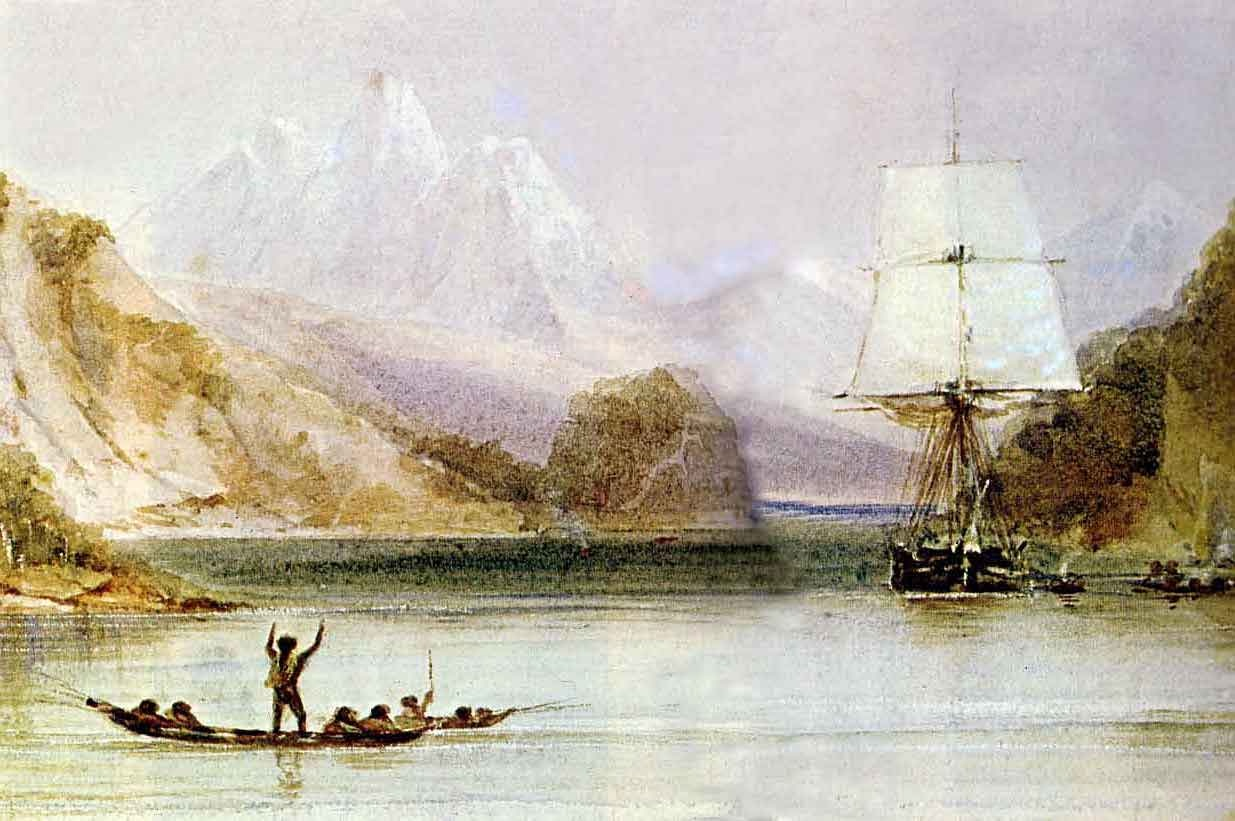
フエゴ人に迎えられるビーグル号

『ビーグル号航海記』（びーぐるごうこうかいき： The Voyage of the Beagle、1839年初版, 1845増補改訂版）は、チャールズ・ダーウィン（1809-1882）の旅行記。
若きフィッツロイ艦長率いる軍艦「ビーグル号」の2度目の航海に若い博物学者として参加。1831年から1836年の5年間かけての世界一周で見た南米や太平洋の島の地形・地質・気候・生物・人物などについて幅広く記述している。その中で生物の適応放散、種の消長の理由、アンデス山脈の隆起やサンゴ礁の沈降について考察している。さらに当時の原住民の暮らしの一端や、西欧からの入植状況についても感想を交えながら紹介している。

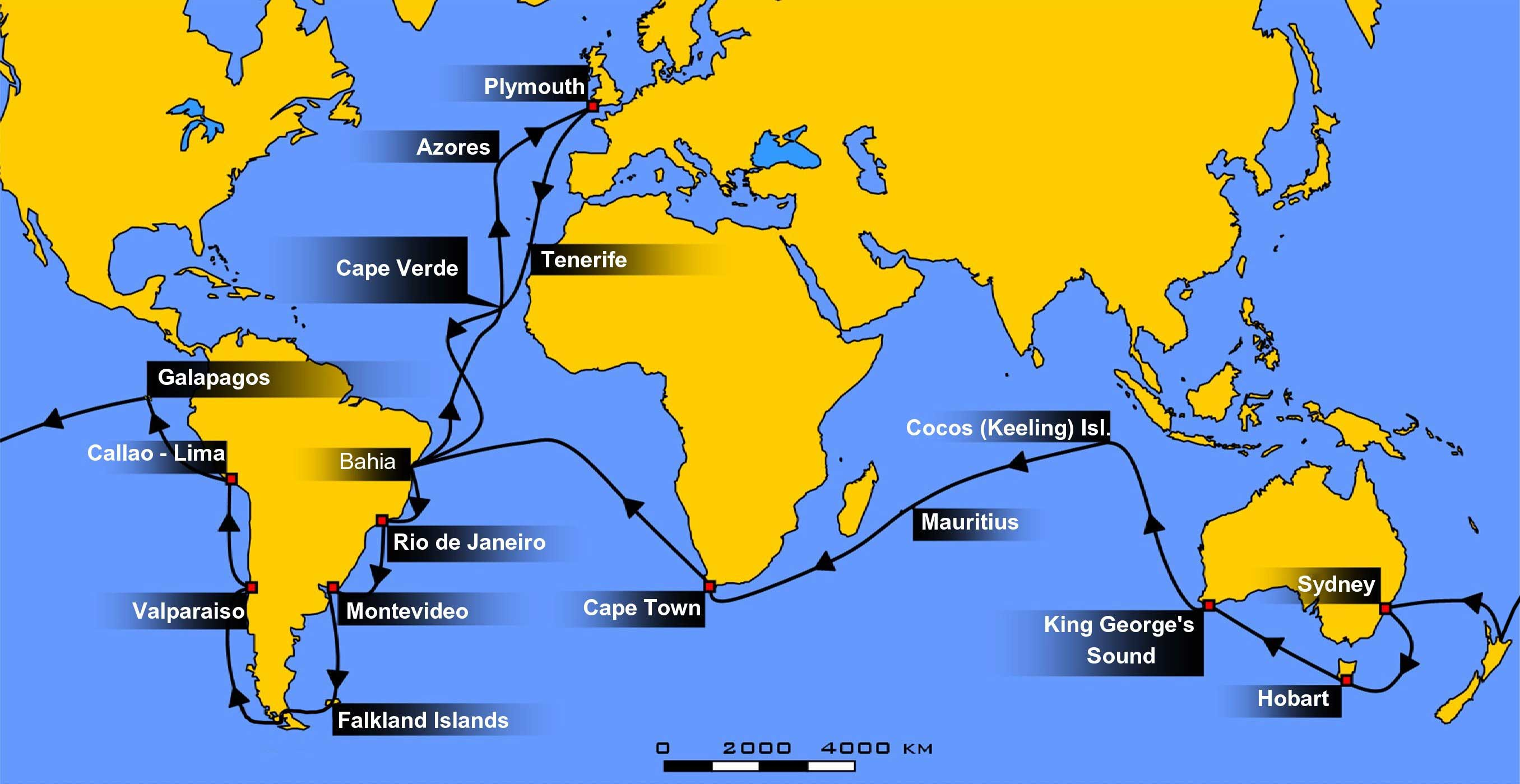
ビーグル号の世界一周航路

## 内容
主に以下のような内容をふくむ。
- 第一章	カーボベルデ諸島サンタ・ハゴ[2]　12月27日出航、大西洋の孤島の様子、藻類など
- 第二章	リオデジャネイロ[3]　4月4日、奴隷制度、プラナリア、昆虫のことなど
- 第三章	マルドナド[4]　7月5日、ラプラタ河口の様子、ガウチョの生活、カピバラ、鳥類など
- 第四章	リオ・ニグロからバンダ・オリエンタルにかけて[5]　7月24日、インデアン、ローザス将軍のことなど
- 第五章	バイアブランカ[6]　8月24日、多数の絶滅した四足動物、アルマジロ、インデアンとの戦争と虐殺など
- 第六章	バイアブランカからブエノスアイレスへ[7]　9月8日、ボラスでダーウィンレアを捕るガウチョ、霰(あられ)の嵐、牛の屠殺される囲い場など
- 第七章	ブエノスアイレスからサンタフェまで[8]　9月27日、ビスカッチャ、マストドン、大かんばつの影響、ジャガー、革命、政府の状態
- 第八章	バンダ・オリエンタルとパタゴニア[9]　11月14日、ガウチョと馬や牛について、グアナコ、パタゴニアの地質、アメリカの動物の変化と絶滅の原因など
- 第九章	サンタクルス州、パタゴニアおよびフォークランド諸島[10]　1834年4月13日、コンドル、コルディレラ山系、ポリプなど
- 第十章	ティエラ・デル・フエゴ[11]　1832年9月17日、フエゴ島民、ホーン岬、飢饉、大暴風、ビーグル水道、氷河など。英国で教育を授けた3人のフエゴ人を帰す。
- 第十一章	マゼラン海峡[12]　1834年5月末、ポート・ファミン、海の生物、気候、雪線、海へ氷河の流下、南氷洋の島の産物
- 第十二章	中部チリー[13]　7月23日、アンデス山ろく、地質構造、鉱山と鉱夫、ピューマの習性、ハチドリなど
- 第十三章	チロエおよびチョノス諸島[14]　11月10日、インデアン、難破した水夫、泥炭層、ミオポタムス、チウカウなど
- 第十四章	チロエとコンセプシオン (チリ)：大地震[15]　1月15日、アコンカグア、コセギナ、オソルノ山が同時に噴火、大地震、黒く沸きたつ海、隆起力と噴出力、おもむろな山脈の隆起など
- 第十五章	コルディエラの峠[16]　1835年3月7日、バルパライソ、コルディエラが徐々に隆起した証拠、地質構造、乾燥して清澄な大気、ウスパヤタ峠とインカの橋など
- 第十六章	北チリーとペルー[17] 4月27日、コキンボ、地震にゆがめられた川床、地震で崩壊したカヤオの廃墟、貝殻と陶器の破片を埋蔵した平原、インデアン人種についての考古学など

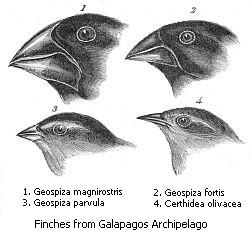
ダーウィンフィンチ

- 第十七章	ガラパゴス諸島[18]　9月15日、ダーウィンフィンチ類、おおきなカメ、海産のトカゲ、陸産のトカゲ、各島の種、または品種の差異、獲得性として人をおそれること、など
- 第十八章	タヒチとニュージーランド[19]　10月20日、住民の道徳の状態、「ヨーロッパで、これほど陽気な幸福そうな顔をした群集を、この半数も集めることは困難であろう」(タヒチ)。野生化したイギリス産の雑草、ニュージーランド婦人の葬式、など
- 第十九章	オーストラリア[20]　1836年1月12日、原住民が次第に絶滅してゆくこと、社会状態、ヴァン・ディーメンズ・ランド（タスマニア）不愉快な国土の様子、など
- 第二十章	キーリング島―さんご礁の形成[21]　4月1日、さんご礁を形成するさんご虫の生息し得る深さ、裾礁が堡礁へ、さらに環礁への移りゆき、沈降と隆起との地図、など
- 第二十一章	モーリシャスよりイギリスへ[22]　4月29日、火山弾、熱帯風光の華麗、10月2日 イギリスへ帰着、など
- 索引[23]

## 主な訳書
- チャールズ・ダーウィン『ビーグル号航海記』 島地威雄訳、岩波文庫（上中下）, 1959-1961
- 『ビーグル号世界周航記　ダーウィンは何をみたか』 荒川秀俊訳、築地書館, 1975／講談社学術文庫, 2010（編訳版）
- 『ビーグル号航海記』 内山賢次訳、グーテンベルク21（電子書籍・編訳版）, 2015
- 『新訳 ビーグル号航海記』 荒俣宏訳、平凡社（上下）, 2013
  - 新版『完訳 ビーグル号航海記』、平凡社ライブラリー（上下）, 2024
  - 別版『ダーウィン先生地球航海記』、平凡社（全5巻）, 1995。内田春菊挿絵（児童向け）

### 関連文献
- アラン・ムーアヘッド『ダーウィンとビーグル号』 浦本昌紀訳、早川書房, 1982
- 『ビーグル号の3人　艦長とダーウィンと地の果ての少年』

リチャード・L・マークス、竹内和世訳、白揚社, 1992